# Monge-Ampèresche Gleichung
Eine Monge-Ampère'sche Gleichung, oder Monge-Ampère'sche Differentialgleichung, ist eine spezielle nichtlineare partielle Differentialgleichung
zweiter Ordnung in {\displaystyle n} Variablen.
Sie wurde von Gaspard Monge Anfang des 19. Jahrhunderts eingeführt, um ein Massentransportproblem („problème du remblai-déblai“, etwa: „Problem von Erdaufschüttung und -aushub“) für militärische Zwecke zu lösen. Trotz ihrer recht einfachen Form ist sie im Allgemeinen schwierig zu lösen. Die Gleichung ist zusätzlich nach André-Marie Ampère benannt, der sich mit ihr um 1820 befasste.

## Mathematische Formulierung
Allgemein hat eine Monge-Ampère'sche Gleichung über einem
offenen Gebiet {\displaystyle \Omega \subset \mathbb {R} ^{n}} die Form
{\displaystyle \det \,D^{2}u=f}
wobei {\displaystyle u\colon \Omega \to \mathbb {R} }, mit {\displaystyle u=u(x_{1},\ldots ,x_{n})}
die unbekannte Funktion
ist, {\displaystyle f\colon \Omega \times \mathbb {R} ^{n+1}\to \mathbb {R} }
eine gegebene Funktion
{\displaystyle f=f(x_{1},\ldots ,x_{n},u,u_{x_{1}},\ldots u_{x_{n}})}, und
{\displaystyle D^{2}u={\begin{pmatrix}u_{x_{1}x_{1}}&\cdots &u_{x_{1}x_{n}}\\\vdots &\ddots &\vdots \\u_{x_{n}x_{1}}&\cdots &u_{x_{n}x_{n}}\end{pmatrix}}\qquad {\mbox{mit }}u_{x_{i}x_{j}}={\frac {\partial ^{2}u}{\partial x_{i}\partial x_{j}}}.}
die Hesse-Matrix von {\displaystyle u}.
Speziell für den zweidimensionalen Fall {\displaystyle n=2} ergibt sich die einfache Gestalt
{\displaystyle u_{xx}u_{yy}-u_{xy}^{2}=f}
mit {\displaystyle (x,y)\in \Omega \subset \mathbb {R} ^{2}} und den
Funktionen {\displaystyle u(x,y)} und {\displaystyle f(x,y,u,u_{x},u_{y})}.
Oft wird für den Fall n=2 aber auch die folgende Darstellung als allgemeine Monge-Ampère'sche Gleichung bezeichnet:
{\displaystyle Ar+2Bs+Ct+(rt-s^{2})=E,\qquad {\mbox{mit }}r=u_{xx},\ s=u_{xy},\ t=u_{yy},\ p=u_{x},\ q=u_{y},}
wobei {\displaystyle A,B,C} und {\displaystyle E} Funktionen von ({\displaystyle x,y,u,p,q}) sind.
Man erkennt gleich, dass sich mit {\displaystyle A=B=C=0} und {\displaystyle E=f} die obige einfachere Gestalt ergibt.

## Konkretes Beispiel
Sei {\displaystyle n=2} und {\displaystyle f(x,y)=4(1-y^{2})(1-x^{2})-16x^{2}y^{2}}.
Dann ist {\displaystyle u(x,y)=(1-x^{2})(1-y^{2})} eine Lösung der Monge-Ampère'schen Differentialgleichung,
denn
{\displaystyle u_{xx}=-2(1-y^{2}),}
{\displaystyle u_{yy}=-2(1-x^{2}),}
{\displaystyle u_{xy}=u_{yx}=-4xy,}
und daher
{\displaystyle \det \,D^{2}u=\det {\begin{pmatrix}-2(1-y^{2})&-4xy\\-4xy&-2(1-x^{2})\end{pmatrix}}=f(x,y).}

## Klassifizierung als partielle Differentialgleichung
Eine Monge-Ampère'sche Gleichung ist eine voll nichtlineare partielle Differentialgleichung zweiter Ordnung in {\displaystyle n} Variablen. Erläuterungen:
- „partielle Differentialgleichung“, denn es wird eine von mehreren Variablen abhängende Funktion {\displaystyle u} gesucht, deren partielle Ableitungen der gegebenen Gleichung gehorchen müssen.

- „voll nichtlinear“, da alle Terme mit zweiten (also den höchsten) Ableitungen von {\displaystyle u} quadratisch auftauchen.

Eine wichtige Klasse sind die elliptischen Monge-Ampère'schen Gleichungen, die für {\displaystyle n=2} die Bedingungen
{\displaystyle AC-B^{2}+E>0} und {\displaystyle t+A>0} erfüllen, bzw. in der einfacheren Form einfach {\displaystyle f>0}.

## Anwendungen
Die meisten Anwendungen der Monge-Ampère'schen Gleichung sind innermathematischer Art insbesondere in der Differentialgeometrie.
Beim Minkowski-Problem beispielsweise wird eine strikt konvexe Hyperfläche mit vorgegebener Gaußkrümmung gesucht, was auf eine Monge-Ampère'sche Gleichung führt. Das Problem wurde 1953 von Nirenberg gelöst.
Eine unerwartete Anwendung im Bereich der String-Theorie ergab sich durch ein 1978 veröffentlichtes Resultat von Yau, der eine Vermutung von Calabi über die Krümmung bestimmter
Kähler-Mannigfaltigkeiten mit Hilfe der Lösung einer komplexen Monge-Ampère'schen Gleichung bewies (Satz von Yau).
Man spricht heute entsprechend von Calabi-Yau-Mannigfaltigkeiten.
Bedeutende Beiträge zu Monge-Ampère'schen Gleichungen im Verlaufe des 20. Jahrhunderts kamen von Hermann Weyl, Franz Rellich, Erhard Heinz, Louis Nirenberg, Shing-Tung Yau, Luis Caffarelli, Alexei Wassiljewitsch Pogorelow, Thierry Aubin, Sébastien Boucksom, Alessio Figalli und Guido de Philippis.